# Túnel del ferrocarril (Arenys de Mar)
El túnel del ferrocarril és una obra d'Arenys de Mar (Maresme) protegida com a bé cultural d'interès local.

## Descripció
Es tracta de les boques d'entrada i sortida del túnel del ferrocarril, als afores de la vila. Construït amb fàbrica d'obra vista de totxo, amb arestes, cornises i coronament de pedra. És una bona mostra d'una construcció ben feta, quan aquest tipus d'obres públiques encara es feien amb procediments artesans. Es conserven dos túnels a la població, un a cada costat.